# Museu de Armas da Polícia Civil do Distrito Federal
O Museu de Armas da Polícia Civil do Distrito Federal é uma instituição cultural pública brasileira, pertencente à Polícia Civil do Distrito Federal. O museu, inicialmente, estava situado em Taguatinga, foi transferido em 2011, junto com a Academia de Polícia Civil do Distrito Federal, para o entroncamento entre as rodovias BR-060 e DF-075 (EPNB), próximo ao viaduto de ligação de Samambaia com o Recanto das Emas e atualmente está situado na QN 17, Conjuntos 01 e 02, Lotes 01 e 02 - Riacho Fundo II, DF  71881-686.
Está previsto no Decreto nº 33.483, de 10 de janeiro de 2012, que dispõe sobre a estrutura administrativa da Polícia Civil do Distrito Federal.
Objetiva coletar, preservar, pesquisar e expor o acervo de armas, com foco no estudo do desenvolvimento da civilização humana relacionado à produção de armas.
Iniciou as suas atividades na década de 1980, quando a transferência de 253 armas do Tribunal de Justiça propiciou o início da sua coleção. Em 1991 a importância do acervo aumentou consideravelmente, incorporando a coleção de Arlindo Pedro Zatti, com 2.500 peças.  Outras doações nos últimos anos têm contribuído para enriquecer o patrimônio museal.